# Kāsvā
Kāsvā (persiska: كاسوا) är en ort i Iran.   Den ligger i provinsen Qom, i den centrala delen av landet, 160 km sydväst om huvudstaden Teheran. Kāsvā ligger 1 916 meter över havet och antalet invånare är 137.
Terrängen runt Kāsvā är lite bergig.Runt Kāsvā är det ganska tätbefolkat, med 100 invånare per kvadratkilometer. Närmaste större samhälle är Tafresh, 15,4 km väster om Kāsvā. Trakten runt Kāsvā består i huvudsak av gräsmarker.